# AG2R La Mondiale
AG2R La Mondiale est un organisme français, à but non lucratif, de protection sociale et patrimoniale. Sa gouvernance repose sur le paritarisme et le mutualisme.

## Historique

### La Mondiale et la naissance du mutualisme
Fondée en 1905 par sept industriels dans le Nord de la France, La Mondiale a été créée pour la protection sociale des ouvriers et employés dans une région où l’activité industrielle était en pleine expansion.
La Mondiale accélère son développement international dans les années 1990 avec le lancement de Munat Vida en Espagne et la création de Mondial Life Belgium. La compagnie acquiert La Hénin Vie en 1999, une opération faisant croître de 60 % la taille de La Mondiale qui accède au 12e rang français de l’assurance-vie.

### AG2R et le paritarisme d'après-guerre
L'Association Générale de Retraite par Répartition (AGRR) a été créée en 1951 pour couvrir les salariés du secteur du papier-carton dans une logique de gestion paritaire des retraites, cest-à-dire un modèle où la gestion est partagée équitablement entre les représentants des employeurs et des employés.
En 2005, le groupe de protection sociale AG2R a annoncé un rapprochement avec Prémalliance.

### Rapprochement d’AG2R et de La Mondiale
En 2001, La Mondiale et AG2R signent une alliance qui donne naissance à Arial assurance regroupant les entités La Mondiale Entreprises et AG2R Prévoyance.
En décembre 2007, après plus d’un an de réflexions, AG2R et La Mondiale unissent leurs activités concurrentielles par le biais d'une structure spécialisée, la société de groupe d’assurance mutuelle (SGAM). Ce rapprochement donne naissance à un nouvel acteur majeur de la protection sociale et patrimoniale.
Selon Martine Orange, journaliste de Mediapart, ce dispositif "permet des alliances entre des structures aux formes juridiques différentes, sans nouer de liens capitalistiques. Grâce à ce rapprochement, les deux groupes ont consolidé leur assise financière, en promettant de se porter mutuellement assistance en cas de besoin.".
À la faveur d’un accord paritaire du 8 juillet 2009,, AG2R La Mondiale prend la forme juridique d’un groupe de protection sociale (GPS).

### Acquisitions et rapprochements après 2008
Vous pouvez aider à l'améliorer ou bien discuter des problèmes sur sa page de discussion.
En 2013, les administrateurs du groupe de protection sociale Réunica ont décidé d’un rapprochement avec AG2R - La Mondiale. En 2021, AG2R La Mondiale a fait l’acquisition d’Aegide-Domitys pour 375 millions d’euros. L’opération inclut la conclusion d’un partenariat majoritaire non exclusif de longue durée entre AG2R La Mondiale, Aegide-Domitys et Nexity portant sur l’activité de promotion immobilière, la détention et la commercialisation des résidences services seniors,. Il prévoit un plan de développement avec l’ouverture d'une vingtaine de nouvelles résidences chaque année, permettant de doubler la taille du Groupe en 2025 et d'atteindre plus de 300 résidences en exploitation à l'horizon 2030,.

### Nouvelles orientations
Bruno Angles, nommé directeur général-adjoint en mai 2021 puis directeur général en mai 2022, initie un plan stratégique pour la période 2022-2025 sous l’appellation « Nouvelle Donne » qui met notamment l'accent sur la maîtrise des équilibres financiers.
En avril 2023, le groupe AG2R La Mondiale et le groupe MAIF annoncent un partenariat de distribution croisée. En 2023, AG2R La Mondiale affiche un résultat net de 230 millions d’euros en hausse de 9 millions d’euros et annonce notamment un résultat net positif pour la première fois depuis 2012 pour son entité de santé et prévoyance collective AG2R Prévoyance.
Selon Mediapart, Bruno Angles, nommé en 2022, cherche à imposer de nouvelles orientations au groupe, ce qui provoque de fortes tensions au sein du conseil d'administration. Il aurait adopté un «mode de direction solitaire, autoritaire, brutal, à la limite du harcèlement».
En janvier 2025, Bruno Angles quitte la direction générale d'AG2R La Mondiale.

## Activités
Selon le classement publié par L'Argus de l'assurance du 9 décembre 2019, AG2R La Mondiale est le 1er Groupe de protection sociale en France avec 8,5 Mrd€ de cotisations directes en 2018, devançant Malakoff Médéric, 2e avec 3,6 Mrd€ et Pro BTP avec 2,9 Mrd€.

### Retraite supplémentaire
Selon le classement de l’Argus de l’Assurance du 2 octobre 2019, AG2R La Mondiale occupe la 2e place du secteur de la retraite supplémentaire (chiffres 2018).

### Prévoyance
En 2019, AG2R La Mondiale est le :
- 6e acteur du secteur avec 1,2 Mrd€ de cotisations en affaires directes[22].
- 3e en prévoyance collective avec 1,1 Mrd€ de cotisations[22].
- 7e acteur de la perte d’autonomie (assurance dépendance) avec 41 M€ de cotisations en affaires directes[22].

### Santé
- 6e acteur du secteur avec 1,7 Mrd€ de cotisations en affaires directes[23].
- 4e en santé collective avec 1,2 Mrd€ de cotisations en affaires directes[23].
- 15e en santé individuelle avec 0,5 Mrd€ de cotisations en affaires directes[23].

### Assurance-vie
- 12e acteur du secteur en assurance-vie avec 3,1 Mrd€ de cotisations en affaires directes[24].

## Partenariats
Le groupe est partenaire en 2011 de la MACIF,  en 2015 de CNP Assurances, de  l’agence nationale pour l’amélioration des conditions de travail (Anact) et d'Humanis en 2018, de la MAIF en 2023

## Solvabilité
En 2009, AG2R La Mondiale, comme l’ensemble des acteurs du monde de l’assurance, a dû se conformer à de nouvelles règles sur l’exigence en fonds propres, issues de la réforme réglementaire européenne (Solvabilité II), afin de mieux couvrir l’ensemble des risques encourus. En 2016, le ratio de solvabilité d'AG2R La Mondiale s'élève à 213 %. Fin 2019, le ratio de solvabilité d'AG2R La Mondiale s’élève à 221 %. Au 31 décembre 2023, le ratio de solvabilité d’AG2R La Mondiale est de 176%.

## Sponsoring sportif
AG2R La Mondiale est engagé dans deux sports, la voile et le cyclisme depuis 1997. En septembre 2020 la société annonce mettre un terme à son implication dans la voile afin de se focaliser uniquement sur le cyclisme. Créée en 1992 par Vincent Lavenu, l’équipe cycliste d’AG2R La Mondiale fait partie de l’UCI World Tour. Entre 2020 et 2024, AG2R La Mondiale s’est allié avec le constructeur automobile Citroën pour sponsoriser son équipe professionnelle sous le nom d'AG2R Citroën Team. En 2024, c'est Decathlon qui devient le sponsor-titre de la formation rebaptisée Decathlon AG2R La Mondiale Team.
Le 7 juillet 2025, AG2R La Mondiale annonce la cession de France Cyclisme (structure juridique de l'équipe cycliste) à Decathlon d'ici la fin 2025 mettant fin à 28 ans de sponsoring cycliste. Le changement d'actionnariat prendra effet à partir de 2026.

## Notation
Le 2 août 2012, l'agence Standard & Poor's a dégradé la notation de la société d'assurance mutuelle La Mondiale, qui passe de A- à BBB+. L'agence la place sous perspective négative ce qui signifie qu'elle peut être abaissée dans les 12 à 24 mois. L'analyse de l'agence de notation reste positive. Le niveau de fonds propres actuel est jugé "bon" mais à la "limite inférieure des critères". L'agence reconnaît que des améliorations ont été apportées depuis deux ans. Le 7 juin 2013, l'agence Standard & Poor's a gardé la notation BBB+, mais avec une perspective stable. Le 24 novembre 2014, l'agence Standard & Poor's confirme la notation BBB+ d'AG2R Prévoyance ainsi que de La Mondiale et relève la perspective de stable à positive.
En 2015, Standard & Poor’s relève la note d’AG2R Prévoyance et de La Mondiale de BBB+ à A-. En octobre 2017, Standard & Poor’s confirme la notation A- perspective stable de SGAM AG2R La Mondiale et de ses affiliés, La Mondiale et AG2R Réunica Prévoyance. Le 10 juin 2019, Standard & Poor's confirme la notation "A- perspective positive" avec un ratio de solvabilité de plus de 200%. Le 25 mars 2021, Standard & Poor's relève la notation de SGAM AG2R La Mondiale et de ses principales entités (La Mondiale, AG2R Prévoyance, Prima et ARIAL CNP Assurances) à « A » assortie d’une « perspective stable ».  En 2022, Standard & Poor’s maintient la notation A perspective stable pour SGAM AG2R La Mondiale et de ses principales entités  (La Mondiale, AG2R Prévoyance, Prima et ARIAL CNP Assurances).
En septembre 2023, Standard & Poor’s confirme la notation A assortie d’une perspective stable de SGAM AG2R La Mondiale et de ses principales entités (La Mondiale, AG2R Prévoyance, Prima et ARIAL CNP Assurances). En février 2024, Standard & Poor’s confirme la note A perspective stable des principales entités de SGAM AG2R La Mondiale et de ses principales entités (La Mondiale, AG2R Prévoyance, Prima et ARIAL CNP Assurances) pour la troisième année consécutive,.

## Activité de lobbying auprès de l'Assemblée nationale
AG2R La Mondiale est inscrit au registre des représentants d'intérêts auprès de la haute Autorité de la Transparence et de la Vie Publique.

## Identité visuelle (logo)

Ancien logo d'AG2R jusqu'en juin 2009
Ancien logo de La Mondiale jusqu'en juin 2009
Ancien logo d'AG2R La Mondiale jusqu'en 2019
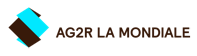
Logo actuel du Groupe AG2R La Mondiale